# Vuelta a Murcia 2000
La Vuelta a Murcia 2000, ventesima edizione della corsa, si svolse dal 1º al 5 marzo su un percorso di 711 km ripartiti in 5 tappe, con partenza e arrivo a Murcia. Fu vinta dallo spagnolo David Cañada della ONCE-Deutsche Bank davanti ai suoi connazionali Javier Pascual Llorente e José Alberto Martínez.

## Tappe
| Tappa  | Data     | Percorso                            | km    | Vincitore di tappa | Leader cl. generale |
| ------ | -------- | ----------------------------------- | ----- | ------------------ | ------------------- |
| 1ª     | 1º marzo | Murcia > Caravaca de la Cruz        | 200   | Hendrik Van Dyck   | Hendrik Van Dyck    |
| 2ª     | 2 marzo  | Murcia > Cieza                      | 156,2 | Francisco Cabello  | Francisco Cabello   |
| 3ª     | 3 marzo  | Murcia > Lorca                      | 185   | Endrio Leoni       | Francisco Cabello   |
| 4ª     | 4 marzo  | Murcia > Aledo (Spagna)             | 157,2 | David Cañada       | David Cañada        |
| 5ª     | 5 marzo  | Murcia > Murcia (cron. individuale) | 12,9  | David Cañada       | David Cañada        |
| Totale | Totale   | Totale                              | 711   |                    |                     |

## Dettagli delle tappe

### 1ª tappa
- 1º marzo: Murcia > Caravaca de la Cruz – 200 km

| Pos. | Corridore        | Squadra       | Tempo    |
| ---- | ---------------- | ------------- | -------- |
| 1    | Hendrik Van Dyck | Palmans-Ideal | 5h26'17" |
| 2    | Marco Velo       | Mercatone Uno | s.t.     |
| 3    | Flavio Zandarin  | Alessio       | s.t.     |

| Pos. | Corridore        | Squadra       | Tempo    |
| ---- | ---------------- | ------------- | -------- |
| 1    | Hendrik Van Dyck | Palmans-Ideal | 5h26'07" |

### 2ª tappa
- 2 marzo: Murcia > Cieza – 156,2 km

| Pos. | Corridore         | Squadra | Tempo    |
| ---- | ----------------- | ------- | -------- |
| 1    | Francisco Cabello | Kelme   | 3h59'39" |
| 2    | Alberto Elli      | Telekom | s.t.     |
| 3    | Paolo Lanfranchi  | Mapei   | s.t.     |

| Pos. | Corridore         | Squadra | Tempo    |
| ---- | ----------------- | ------- | -------- |
| 1    | Francisco Cabello | Kelme   | 9h25'46" |

### 3ª tappa
- 3 marzo: Murcia > Lorca – 185 km

| Pos. | Corridore       | Squadra       | Tempo    |
| ---- | --------------- | ------------- | -------- |
| 1    | Endrio Leoni    | Alessio       | 4h14'26" |
| 2    | Glenn Magnusson | Farm Frites   | s.t.     |
| 3    | Zbigniew Spruch | Lampre-Daikin | s.t.     |

| Pos. | Corridore         | Squadra | Tempo     |
| ---- | ----------------- | ------- | --------- |
| 1    | Francisco Cabello | Kelme   | 13h40'12" |

### 4ª tappa
- 4 marzo: Murcia > Aledo (Spagna) – 157,2 km

| Pos. | Corridore               | Squadra | Tempo    |
| ---- | ----------------------- | ------- | -------- |
| 1    | David Cañada            | ONCE    | 4h14'08" |
| 2    | Javier Pascual Llorente | Kelme   | s.t.     |
| 3    | Alberto Elli            | Telekom | a 31"    |

| Pos. | Corridore    | Squadra | Tempo     |
| ---- | ------------ | ------- | --------- |
| 1    | David Cañada | ONCE    | 17h54'20" |

### 5ª tappa
- 5 marzo: Murcia > Murcia (cron. individuale) – 12,9 km

| Pos. | Corridore           | Squadra       | Tempo  |
| ---- | ------------------- | ------------- | ------ |
| 1    | David Cañada        | ONCE          | 15'11" |
| 2    | Santos González     | ONCE          | a 25"  |
| 3    | Raivis Belohvoščiks | Lampre-Daikin | a 28"  |

| Pos. | Corridore               | Squadra   | Tempo     |
| ---- | ----------------------- | --------- | --------- |
| 1    | David Cañada            | ONCE      | 18h09'31" |
| 2    | Javier Pascual Llorente | Kelme     | a 51"     |
| 3    | José Alberto Martínez   | Euskaltel | a 1'10"   |

## Classifiche finali

### Classifica generale
| Pos. | Corridore               | Squadra               | Tempo     |
| ---- | ----------------------- | --------------------- | --------- |
| 1    | David Cañada            | ONCE-Deutsche Bank    | 18h09'31" |
| 2    | Javier Pascual Llorente | Kelme                 | a 51"     |
| 3    | José Alberto Martínez   | Euskaltel-Euskadi     | a 1'10"   |
| 4    | Alberto Elli            | Team Deutsche Telekom | a 1'35"   |
| 5    | Raivis Belohvoščiks     | Lampre-Daikin         | a 4'03"   |
| 6    | Marcelino García Alonso | ONCE-Deutsche Bank    | a 4'10"   |
| 7    | Francisco Cabello       | Kelme                 | a 4'11"   |
| 8    | Miguel Ángel Peña       | ONCE-Deutsche Bank    | a 4'19"   |
| 9    | Andrei Zintchenko       | LA-Pecol-Calbrita     | a 4'26"   |
| 10   | Dave Bruylandts         | Palmans-Ideal         | a 4'34"   |